# Prats-de-Sournia
Prats-de-Sournia település Franciaországban, Pyrénées-Orientales megyében. Lakosainak száma 77 fő (2022. január 1.). Prats-de-Sournia Felluns, Pézilla-de-Conflent, Trévillach, Sournia és Le Vivier községekkel határos.

## Népesség
A település népességének változása:
| Lakosok száma | 74   | 76   | 81   | 78   | 78   | 78   | 78   | 78   | 77   |
|               | 2013 | 2015 | 2016 | 2017 | 2018 | 2019 | 2020 | 2021 | 2022 |